# Nekomimi

Wikipe-tan in versione nekomimi

Per nekomimi (猫耳? lett. "orecchie da gatto") si intende un personaggio immaginario, ricorrente nella cultura pop giapponese con sembianze umane e tratti che richiamano i gatti. Il termine è strettamente correlato a quello di nekomusume  (猫娘?), che indica, più nello specifico, una donna con fattezze feline, e si inserisce nel più ampio genere del kemonomimi (獣耳? lett. "orecchie di animale") che consiste nell'assumere tratti di animali per assumerne il carattere (ad esempio cane per spirito ribelle o volpe per furbizia).

## Descrizione
Un uso molto frequente del nekomimi ricorre soprattutto nella simbologia dei manga e anime, dove un personaggio può assumere attributi felini per indicare uno stato d'animo (tipicamente orecchie per indicare che si è colta una conversazione in distanza o una bocca per indicare un pensiero maligno), e il cambiamento non è quindi "visibile" agli altri personaggi, anche se può diventarlo per indurre un effetto comico nel lettore; questa simbologia è peraltro affine a quella dei chibi o ai super deformed.
Le orecchie da gatto sono un simbolo ricorrente nel feticismo e le fantasie erotiche degli otaku di sesso maschile. Nella cultura sessuale nipponica sono infatti ricorrenti immagini bondage ed hentai con fattezze feline.

## Storia
Come afferma lo scrittore Zack Davisson in Kaibyo: The Supernatural Cats of Japan, la più antica menzione del termine nekomusume, usato per indicare una donna con fattezze feline, compare su un misemono del XVIII secolo in cui veniva descritto un ibrido tra una donna e un gatto. Durante il periodo Edo, divennero popolari le storie sulle bakeneko che si confondevano tra le prostitute. Le nekomusume continuarono a far parlare di loro durante il periodo Shōwa: ciò è confermato dai molti racconti dedicati alle donne-gatto apparse, ad esempio, nell'Ehon Sayoshigure e l'Ansei zakki. 
Il primo esempio moderno di donna-gatto di stampo giapponese compare in 水仙月の四日 (Suisenzuki no Yokka?) di Kenji Miyazawa.
Nel 1936 si assistette a una rinascita delle nekomusume nei kamishibai. Le ragazze gatto guadagnarono in popolarità con il fumetto Wata no Kunihoshi di Yumiko Ōshima, il cui primo volume uscì nel 1978. Negli anni novanta si assistette a un'esplosione di personaggi di questo tipo negli anime e nei manga giapponesi.

## Esempi dinekomimi
Ci sono casi in cui gli attributi felini sono parte integrante del personaggio (ad esempio Merle ne I cieli di Escaflowne o Karura in Utawarerumono), casi in cui il personaggio li assume in seguito a una trasformazione (ad esempio Ichigo/Strawberry in Tokyo Mew Mew), e casi in cui il costume è una forma di cosplay che il personaggio indossa (ad esempio Setsuna Sakurazaki in Negima o Matsuri in Ichigo Mashimaro).